# Talsperre Neunzehnhain I
Die Talsperre Neunzehnhain I (oder Untere Neunzehnhainer Talsperre) ist eine Talsperre im Freistaat Sachsen. Sie dient der Trinkwasserversorgung von Chemnitz und im Verbund mit dem Talsperrensystem „Mittleres Erzgebirge“ dem ganzen Versorgungsgebiet des Zweckverbandes Fernwasser Südsachsen. Die Talsperre dient nur in geringem Maße dem Hochwasserschutz. Sie liegt direkt unterhalb der Talsperre Neunzehnhain II.
Die Staumauer der Talsperre Neunzehnhain I ist eine gekrümmte Gewichtsstaumauer aus Bruchsteinmauerwerk nach dem Intze-Prinzip. Die Talsperre wurde 1905–1908 im Bornwald unterhalb der Siedlung Neunzehnhain in der Nähe von Lengefeld im Erzgebirge erbaut (Inbetriebnahme 1908). Das gestaute Gewässer ist der Lautenbach.
In der Folge des Talsperrenbaus wurde der Bornwald Trinkwasserschutzgebiet, woraufhin alle Bewohner die Siedlung Bornwaldhäuser, an einem Zulauf des Lautenbach gelegen, verlassen mussten. Bis auf eine heute noch existierende Forstscheune und die Ruine einer Spinnerei wurden alle Gebäude gänzlich abgetragen.
Baden, Angeln und Freizeitsport im Stausee sind nicht möglich, aber man kann rund um den Stausee wandern. Die Talsperre Neunzehnhain I besitzt eine Vorsperre am Lautenbach.
Das Rohwasser wird zur Talsperre Einsiedel weitergeleitet. Im Verlauf der Rohwasserleitung liegen das historische Aquädukt von Krumhermersdorf und das historische Aquädukt von Zschopau.